# Zrenjanin
Pour les articles homonymes, voir Zrenjanin (homonymie).
Zrenjanin (en serbe cyrillique : Зрењанин, en roumain : Becicherecu Mare) est une ville de Serbie située dans la province autonome de Voïvodine. Au recensement de 2011, la ville intra muros comptait 75 743 habitants et son territoire métropolitain, appelé ville de Zrenjanin (Град Зрењанин et Grad Zrenjanin), en comptait 122 714.
Zrenjanin est la plus grande ville du Banat serbe et, par sa population, la troisième ville de Voïvodine après Novi Sad et Subotica. Elle est le centre administratif du district du Banat central.

## Géographie

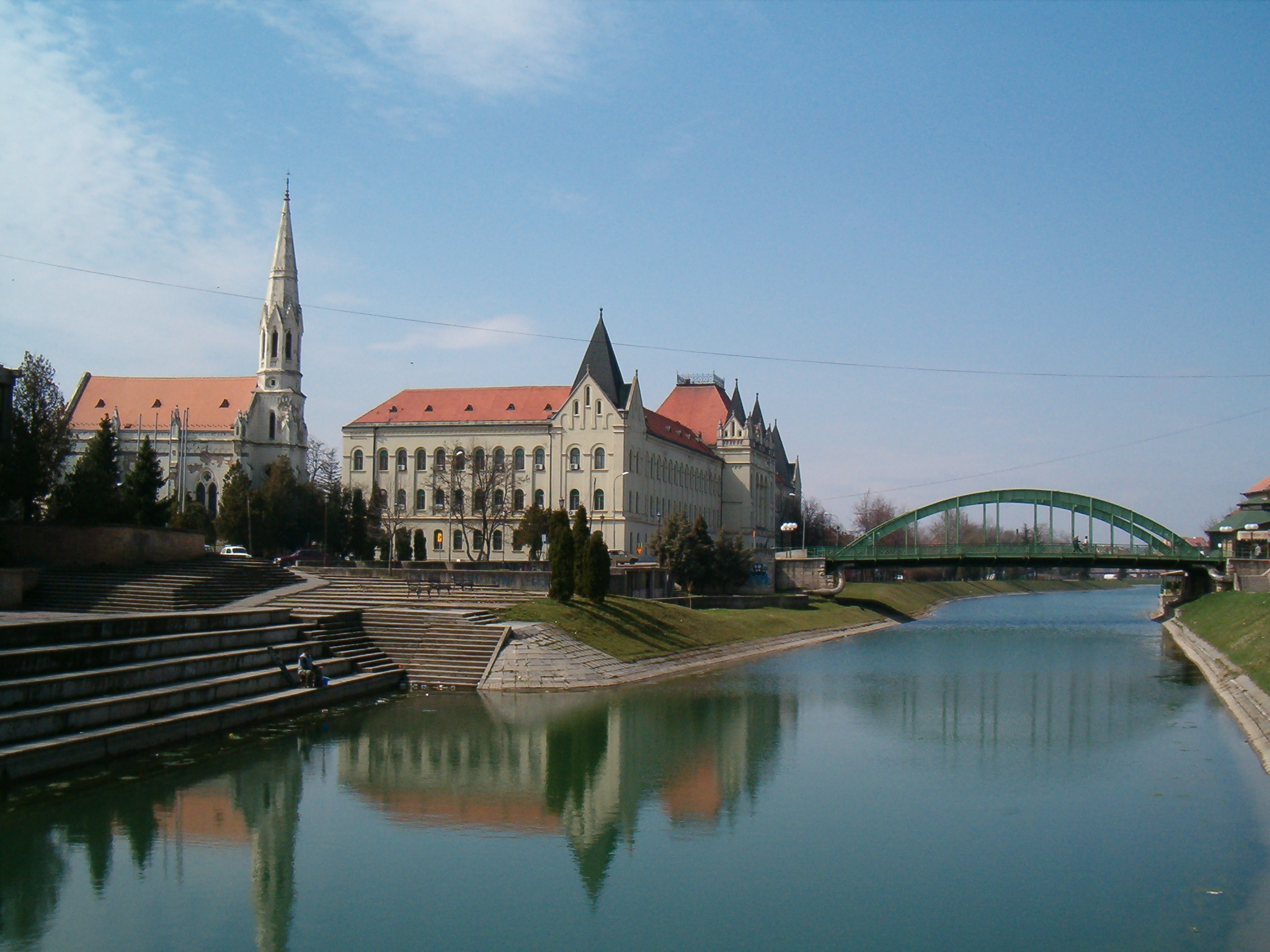
La rivière Begej à Zrenjanin, avec l'église protestante et le Palais de justice

## Climat
La station météorologique de Zrenjanin, située à 80 m d'altitude, enregistre des données depuis 1879 (coordonnées 45° 22′ N, 20° 25′ E).
La température maximale jamais enregistrée à la station a été de 42,9 °C le 24 juillet 2007 et la température la plus basse a été de −30,4 °C le 24 janvier 1963. Le record de précipitations enregistré en une journée a été de 77 mm le 22 mai 1987. La couverture neigeuse la plus importante a été de 50 cm le 20 janvier 1966.
Pour la période de 1961 à 1990, les moyennes de température et de précipitations s'établissaient de la manière suivante :
| Mois                                       | Janv | Fév  | Mars | Avr  | Mai  | Juin | Juil | Août | Sept | Oct  | Nov  | Déc  | Année |
| ------------------------------------------ | ---- | ---- | ---- | ---- | ---- | ---- | ---- | ---- | ---- | ---- | ---- | ---- | ----- |
| Températures maximales moyennes (°C)       | 2,4  | 6,0  | 11,6 | 16,9 | 22,4 | 25,0 | 27,3 | 27,1 | 23,5 | 17,6 | 9,6  | 4,3  | 16,1  |
| Températures moyennes (°C)                 | -0,9 | 1,9  | 6,3  | 11,2 | 16,7 | 19,3 | 20,9 | 20,5 | 16,8 | 11,4 | 5,4  | 1,3  | 10,9  |
| Températures minimales moyennes (°C)       | -4,1 | -1,6 | 1,6  | 5,8  | 10,7 | 13,4 | 14,6 | 14,3 | 11,1 | 6,3  | 1,8  | -1,7 | 6,0   |
| Moyennes mensuelles de précipitations (mm) | 34,9 | 33,5 | 37,3 | 46,4 | 56,3 | 87,0 | 63,3 | 46,7 | 40,0 | 37,2 | 41,2 | 38,3 | 562,1 |

## Nom

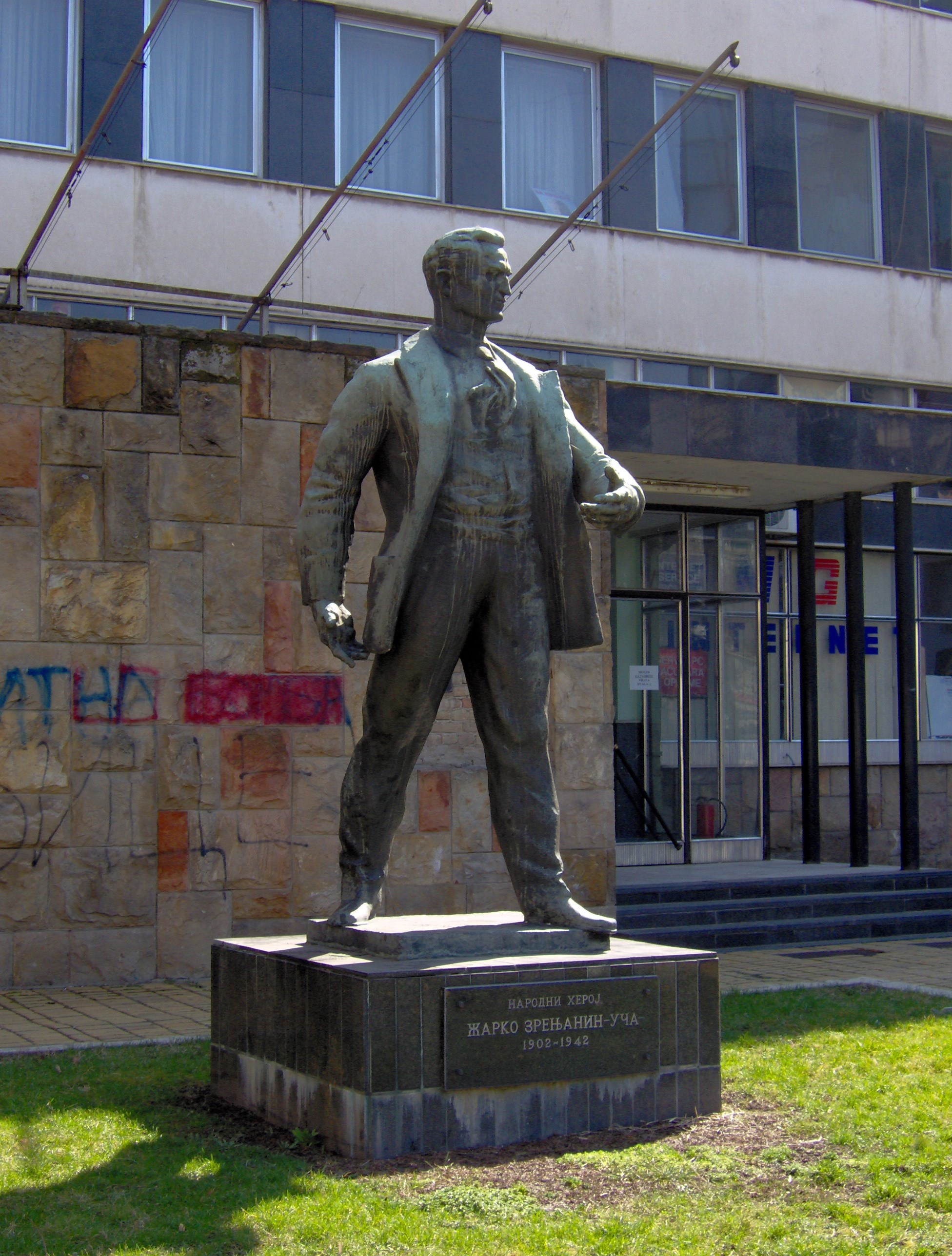
Statue de Žarko Zrenjanin Uča à Zrenjanin

Le nom actuel de la ville, Zrenjanin, lui a été donné en 1946, en l'honneur de Žarko Zrenjanin Uča (1902-1942), qui fut le chef des Partisans communistes de Voïvodine pendant la Seconde Guerre mondiale. Torturé et incarcéré par les nazis, il fut tué en tentant de leur échapper.
Autrefois Zrenjanin s'appelait Bečkerek, en serbe cyrillique : Бечкерек ou Veliki Bečkerek (Велики Бечкерек). En hongrois, la ville est connue sous le nom de Nagybecskerek, en allemand sous celui de Großbetschkerek, en roumain sous celui de Becicherecul Mare ou de Zrenianin, en slovène sous le nom de Zreňanin et en ruthène pannonien sous celui de Зрењанин.
Le nom de Bečkerek viendrait d'un mot hongrois kerek désignant la forêt et du nom d'un seigneur du XIVe siècle, Emre Becsei, qui possédait de vastes domaines dans cette région. Bečkerek signifierait ainsi « la forêt de Becsei ». La ville fut appelée Veliki Bečkerek pour la distinguer d'un village du Banat qui porte le même nom. Veliki est l'adjectif serbe qui signifie « grand ».
En 1935, la ville s'est également appelée Petrovgrad, en l'honneur du roi Pierre Ier de Yougoslavie.

## Histoire
La ville de (Veliki) Bečkerek est mentionnée pour la première en 1326. En tant que ville marchande, elle appartint au domaine du prince serbe Stefan Lazarević. La ville fit ensuite partie du royaume de Hongrie jusqu'en 1551, date à laquelle elle passa entre les mains des Ottomans.

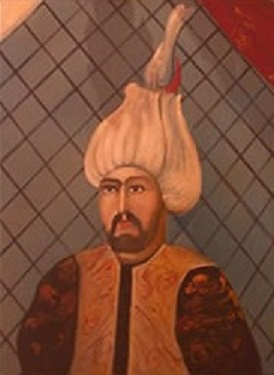
Mehmed pacha Sokolović

L'armée ottomane qui s'empara de la ville était conduite par Mehmed Sokolović, un pacha turc d'origine serbe. C'est pourquoi les Serbes de la ville aidèrent les Turcs à s'en emparer. Après la prise de la ville, Mehmed Pacha nomma comme gouverneur Beg Malković. En 1570, Mehmed Pacha orna la ville de beaux monuments et lui accorda une large autonomie.
En 1716, Bečkerek fut conquise par les Habsbourg. De 1735 à 1738 s'y établit une éphémère colonie d'exilés hispano-catalans austrophiles nommée Nova Barcelona ou Carlobagen.
En 1753, la ville était principalement peuplée de Serbes et d'Allemands. À partir de 1769, elle connut un important développement, notamment grâce à l'impératrice Marie-Thérèse.
En 1839, Bečkerek se dota d'un théâtre ; un lycée y fut ouvert en 1846. L'Hôtel de ville fut édifié en 1820 et le Palais de Justice en 1908.
Pendant la révolution de 1848-1849, la ville (aux noms bilingues de NAGY- ou GROSS-BECSKEREK) devint une des capitales de fait de la voïvodine de Serbie, une région autonome à l'intérieur de l'empire d'Autriche. Entre 1849 et 1860, elle fit partie du voïvodat de Serbie et du Banat de Tamiš. Après le compromis de 1867, Bečkerek fut intégrée au royaume de Hongrie, (Transleithanie).

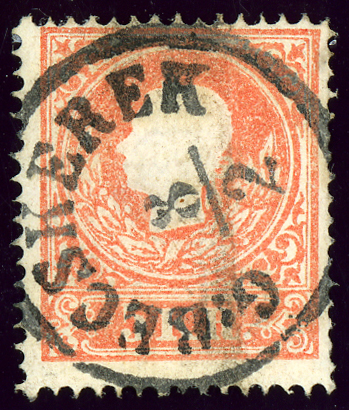
Timbre de l'empire d'Autriche, 1859, oblitré G:(ross) BECSKEREK (en allemand)

Au recensement de 1910, la ville comptait 26 006 habitants, dont 9 148 parlaient hongrois, 8 934 parlaient serbe et 6 811 parlaient allemand.
En 1918, après l'effondrement de l'Autriche-Hongrie, la ville fit partie du royaume des Serbes, Croates et Slovènes qui, en 1929, devint le royaume de Yougoslavie.
Entre 1941 et 1944, elle fut occupée par les puissances de l'Axe et fut intégrée dans la province autonome du Banat central. À partir de 1945, Zrenjanin fit partie de la province autonome de Voïvodine au sein de la nouvelle république fédérative socialiste de Yougoslavie. Depuis l'indépendance du Monténégro en 2006, elle fait partie de la Serbie indépendante.

## Organisation administrative de la ville de Zrenjanin
Zrenjanin fait partie des 23 « villes » (au singulier : Град / Grad ; au pluriel : Градови / Gradovi) qui, en plus de Belgrade, sont officiellement définies par la loi sur l'organisation territoriale de la république de Serbie votée par l'Assemblée nationale du pays le 28 décembre 2007 ; cette entité territoriale porte le nom de ville de Zrenjanin (en serbe : Град Зрењанин et Grad Zrenjanin) et comprend, outre la cité de Zrenjanin intra muros, tout son territoire métropolitain, qui compte 22 localités.

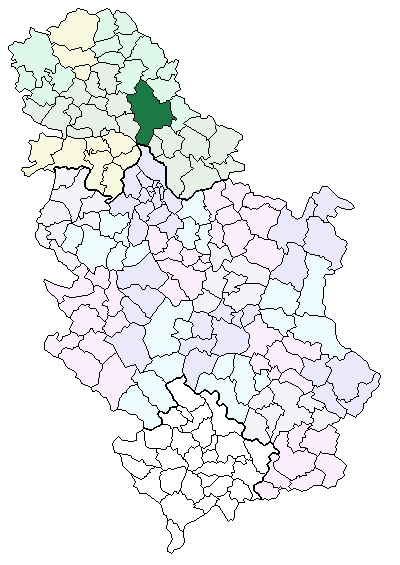
Localisation de la ville de Zrenjanin en Serbie
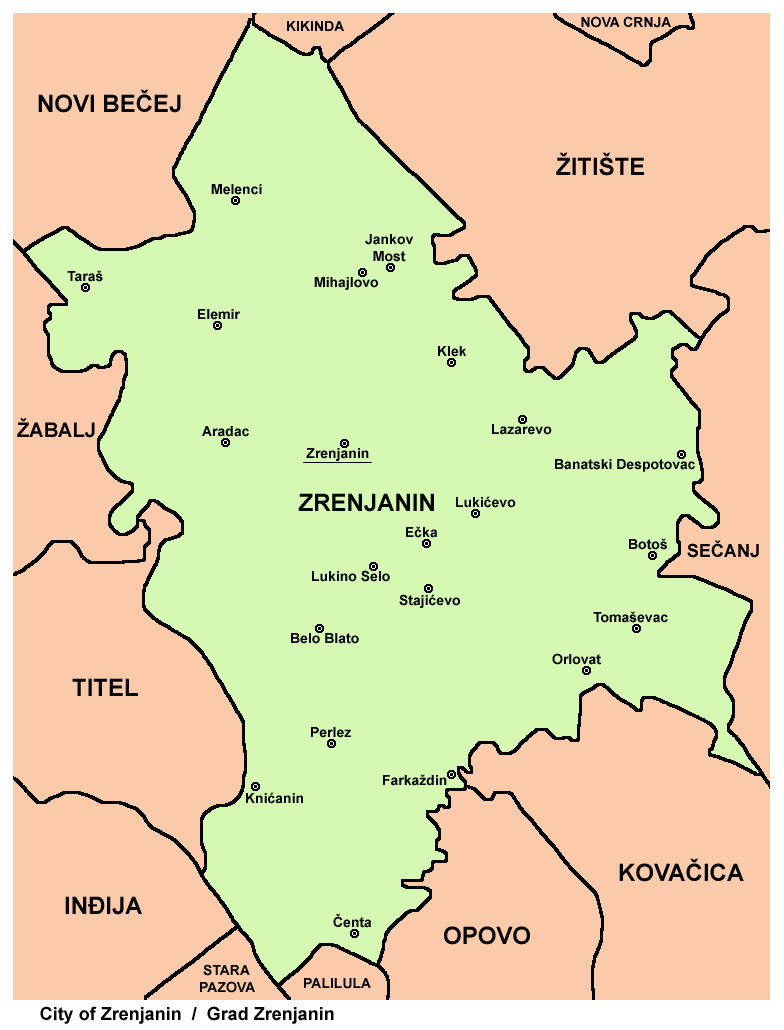
Localités de la ville de Zrenjanin

### Quartiers de la villeintra muros
| - Lesnina - Zeleno Polje - Centar - Gradnulica - Čontika - Četvrti Jul - Dolja | - Budžak - Duvanika - Mala Amerika - Šumica - Bagljaš - Mužlja |

### Localités de la ville de Zrenjanin
La ville de Zrenjanin (ex-municipalité) compte les 22 localités suivantes :
| - Aradac - Banatski Despotovac - Belo Blato - Botoš - Elemir - Ečka - Zrenjanin - Jankov Most - Klek - Knićanin - Lazarevo | - Lukino Selo - Lukićevo - Melenci - Mihajlovo - Orlovat - Perlez - Stajićevo - Taraš - Tomaševac - Farkaždin - Čenta |

## Démographie

### Zrenjaninintra muros

#### Évolution historique de la population
| 1948   | 1953   | 1961   | 1971   | 1981   | 1991   | 2002   | 2011   |
| ------ | ------ | ------ | ------ | ------ | ------ | ------ | ------ |
| 38 564 | 44 168 | 55 539 | 71 424 | 81 270 | 81 316 | 79 773 | 75 743 |

### Ville de Zrenjanin (ex-municipalité)

#### Répartition de la population dans la municipalité (2002)
La plupart des localités de la Ville sont habitées par une majorité de Serbes : Zrenjanin, Banatski Despotovac, Botoš, Elemir, Ečka, Klek, Knićanin, Lazarevo, Lukićevo, Melenci, Orlovat, Perlez, Stajićevo, Taraš, Tomaševac, Farkaždin et Čenta. Aradac possède une majorité relative serbe. Les villages de Lukino Selo et Mihajlovo sont habités par une majorité de peuplement hongroise ; Jankov Most est à majorité roumaine et Belo Blato est habité par une majorité relative de Slovaques.

### Religions

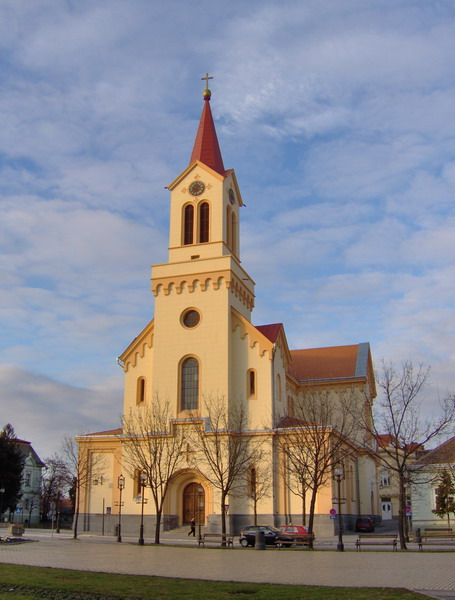
La cathédrale de Zrenjanin
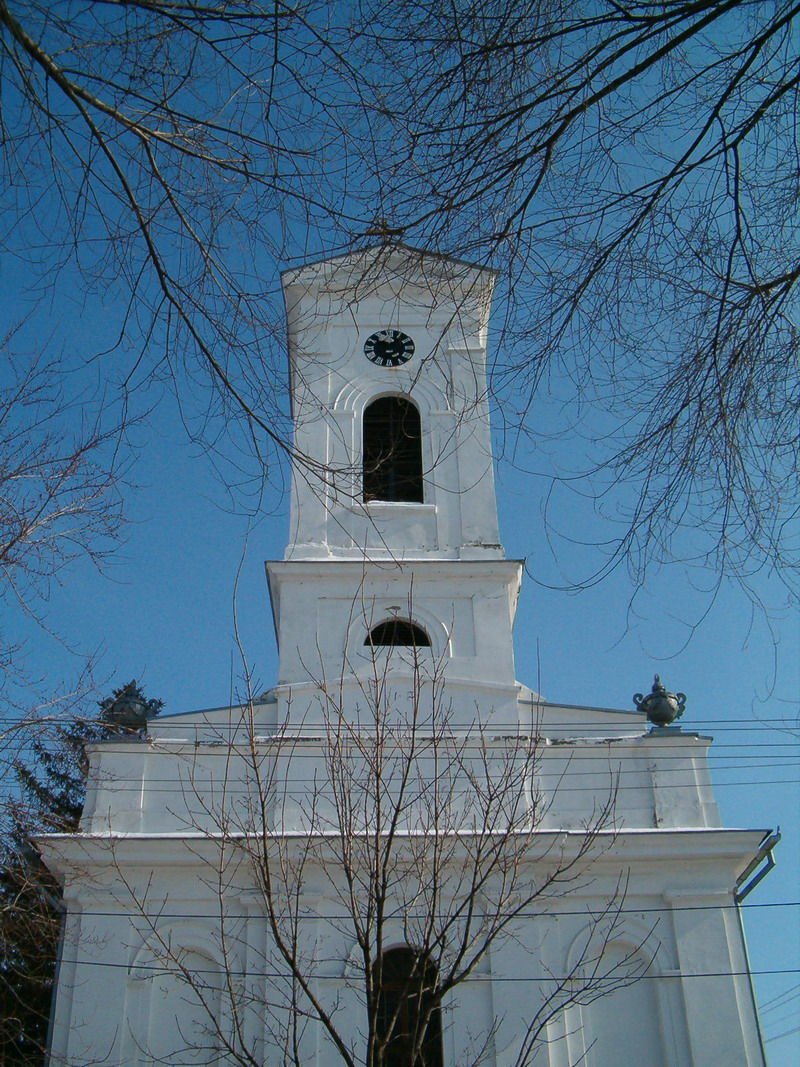
L'église évangélique slovaque de Zrenjanin

## Politique
En tant que Ville (en serbe : Град et Grad), Zrenjanin est dotée d'un maire (gradonačelnik) élu pour quatre ans, qui exerce des fonctions représentatives et exécutives, ainsi que d’un gouvernement ou conseil municipal (en serbe : gradsko veće). Une assemblée municipale (skupština grada), composée de 67 membres, est élue pour quatre ans en même temps que le maire ; elle représente le pouvoir législatif de la Ville.
À la suite des élections locales serbes de 2008, les 67 sièges de l'assemblée municipale de Zrenjanin se répartissaient de la manière suivante, :
| Parti                                                                  | Sièges |
| ---------------------------------------------------------------------- | ------ |
| Parti démocratique                                                     | 21     |
| Parti radical serbe                                                    | 21     |
| Ensemble pour la Voïvodine - Ligue des sociaux-démocrates de Voïvodine | 9      |
| G17 Plus                                                               | 5      |
| Parti social-démocrate                                                 | 4      |
| Parti démocratique de Serbie                                           | 3      |
| Coalition hongroise                                                    | 2      |
| Parti progressiste serbe                                               | 2      |

Mileta Mihajlov, membre du Parti démocratique (DS) du président Boris Tadić a été élu maire (en serbe : Gradonačelnik) de la Ville, avec une coalition composée du DS et du parti G17 Plus et nommée Pour une Serbie européenne ; il est assisté d'un maire adjoint (Zamenik gradonačelnika) en la personne de Goran Kaurić. Aleksandar Marton, vice-président de la Ligue des sociaux-démocrates de Voïvodine (LSV), a été élu président de l'assemblée municipale,.

## Architecture
Le centre historique de Zrenjanin est inscrit sur la liste des entités spatiales historico-culturelles de grande importance de la république de Serbie (identifiant no PKIC 48),. Ce vieux centre s'est créé pour l'essentiel aux XIXe et XXe siècles et rassemble des bâtiments allant de l'architecture baroque à l'Art nouveau.
Parmi les édifices les plus importants de Zrenjanin, on peut citer :
le Trg slobode (place de la Liberté)
- la bibliothèque municipale Žarko Zrenjanin, fin du XIXe siècle, style néo-Renaissance[16]
- le presbytère de la paroisse catholique (Plebanija), 1867, style néo-Renaissance[17]
- le Grand Hôtel Vojvodina (aujourd'hui Komercijalna banka), 1886, Ferencz Pelzl, style néo-renaissance[18]
- la cathédrale catholique Saint-Jean-Népomucène, 1868, Stevan Đorđević, style néo-roman[19]
- le théâtre national de Zrenjanin, vers 1835, intérieur revu par Ferencz Pelzl en 1884 et par Dragiša Brašovan en 1923, style néo-classique[20]
- le bâtiment de l'ordinariat diocésain, 1909, István Bart, style Sécession[21]
- l'hôtel de ville, 1820, Joseph Fischer, style baroque ; reconstruit en 1887 par Gyula Pártos et Ödön Lechner, style néo-baroque[22].

rue Subotićeva
- le palais des finances (aujourd'hui Musée national), 1893, István Kiss style néo-Renaissance[23]

rue Kralja Aleksandra I Karađorđevića
côté impair
- le palais Bukovac, 1895, Filip Leth, styles néo-Renaissance et néo-baroque[24]
- l'immeuble Stagelschmidt, années 1870, style néo-Renaissance[25]
- la maison Bence et fils (aujourd'hui enseigne Simpo), 1906, István Detky, style Sécession[26]
- la maison de Gaja Adamović, première moitié du XIXe siècle, style néo-classique[27]
- le bâtiment de Gustav Frombah, vers 1879-1880, style romantique[28]
- la maison de Samuel Freud, début du XIXe siècle, style néo-classique[29]
- la maison de Vilmos Hertzfeld, années 1830, style néo-classique[30]
- le bâtiment de la succursale de la banque publique hypothécaire (aujourd'hui Kontinental banka), 1937, Dragomir Petković, mouvement moderne[31]
- la maison de Čeda Udicki, première moitié du XIXe siècle, architecture néo-classique ; reconstruction en 1914, Mihály Goldberg, style Sécession[32]
- le bâtiment de Jovan Ekstein, 1939, Mihály Matterh, mouvement moderne[33]
- la maison de Hranimir Kupusarević, première moitié du XIXe siècle et reconstruction à la fin du XIXe siècle, historicisme avec des éléments néo-baroques[34]
- le bâtiment de la firme Jakšić-Ambrozi, 1886, Ferencz Pelzl, style néo-Renaissance[35]
- le bâtiment de la famille Popović-Peci, fin du XVIIIe siècle ou début du XIXe siècle, style néo-classique[36]
- l'immeuble de la Caisse d'épargne serbe (maison de la paroisse orthodoxe), 1899, Milan Tabaković, style néo-baroque avec des éléments Sécession[37]
- la maison de Živko Vukov, fin du XVIIIe siècle, style baroque[38]

côté pair
- le bâtiment de la communauté orthodoxe serbe, 1896, Hornung et Nándor Hoff, style romantique[39]
- l'immeuble de Wilhelm Grünbaum, 1882, Rudolf Jaricz, style néo-Renaissance[40]
- la maison de Laslo Cikajl, 1868 ?, style romantique[41]
- le bâtiment de la première Caisse d'épargne croate, 1903, Károly Fűlőp, Lajos Vilmos Boszrukker, historicisme tardif avec des éléments Sécession[42]
- l'immeuble Daun, 1880-1882, Rudolf Jaricz, style néo-Renaissance[43]
- l'immeuble Menczer, années 1860, style néo-gothique[44]
- le bâtiment de Lipót Goldschmidt, années 1870, style néo-classique ; puis 1910, István Bart, style Sécession[45]
- la maison Filković, début du XIXe siècle, style néo-classique[46]
- le bâtiment de Karlo Helmbold, 1900, István Bart, style néo-mauresque[47]
- l'immeuble de János Pányi, 1926, Nikola Terek et János Pányi, style Sécession[48]

rue Svetozara Markovića
- l'immeuble de Sándor Kovács, 1896, style néo-baroque[49]

rue Gimnazijska
- le lycée de Zrenjanin et son église, 1846, style néo-classique[50]
- bâtiments rue Gimnazijska, XIXe et XXe siècles, styles divers[51]

rue Zorana Đinđića
- le bâtiment de la Caisse d'épargne de Veliki Bečkerek (aujourd'hui Institut pour la protection du patrimoine de Zrenjanin), années 1870 à 1910, style néo-Renaissance[52]
- la maison d'Ignác Lőwy, 1884, style néo-Renaissance[53]

rue Narodnog fronta
- l'école moyenne électrotechnique Nikola Tesla, 1882, Rudolf Jaricz, style néo-Renaissance[54] et l'académie de commerce, 1892, István Kiss, style néo-Renaissance[55]
- le centre de santé publique, 1885-1887, Gyula Pártos et Ödön Lechner, style néo-baroque[56]
- le bâtiment de l'école des Sœurs des pauvres avec sa chapelle (aujourd'hui école élémentaire Vuk Karadžić), 1880 puis 1909, Eduard Rajter, style néo-Renaissance[57]

rue Kralja Petra Prvog
- le bâtiment de la vieille poste, 1901, Adolf Harmat, style éclectique[58]
- l'immeuble de la banque coopérative serbe (Maison des syndicats), années 1850, entre classicisme et romantisme ; 1920, Dragiša Brašovan, style néo-classique[59]
- le bâtiment de la banque austro-hongroise, 1899-1900, József Hubert, style néo-Renaissance[60]

autres
- l'église de la Dormition-de-la-Mère-de-Dieu, 1746, style baroque ; la plus ancienne église de la ville[61],[62]
- l'église de la Présentation-de-la-Mère-de-Dieu-au-Temple, 1777, style baroque[63],[64]
- la maison Sandić, 1790, style panonnien (vernaculaire)[65],[66]
- l'église réformée, 1891, Ferenc Zaboretzky, style néo-gothique[67]
- le Palais de justice, 1906-1908, Sándor Eigner, style néo-romantique[68]
- le palais Dunđerski avec la brasserie, 1905, Károly Mocsányi et Marcell Székely, style Sécession[69]
- la maison Sokol, 1924, Dragiša Brašovan, style néo-classique[70]
- la maison du professeur Borjanović, 1913, János Pányi, style Sécession[71]
- la maison de Todor Manojlović, 1914, Pányi et Merschbacher, style Sécession[72]
- le vieux bâtiment Solana, début du XIXe siècle, style néo-classique[73]
- la maison de Servo Mihalj, héros national[74]
- la maison natale de Stevica Jovanović, héros national[75]
- la villa Pin, 1894, László Gyalus, style romantique[76]
- la villa Elek, 1911, style Sécession[77]
- le petit pont, 1904, le plus ancien pont de la ville
- l'église évangélique slovaque, construite en 1837, style néoclassique
- le Pont sec, construit en 1962 ; depuis 1985, il n'enjambe plus aucune rivière
- le Pont Eiffel, construit en 1904, remplacé par un nouveau pont en 1969
- la Synagogue de Zrenjanin, construite en 1896, Lipót Baumhorn ; démolie en 1941 par les nazis.

## Culture

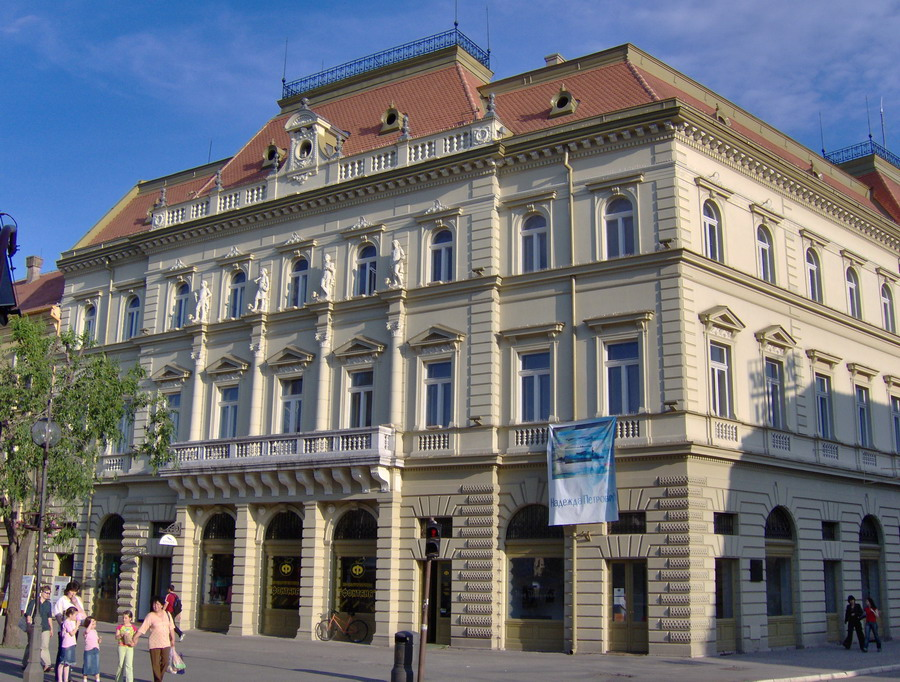
Le Musée national de Zrenjanin

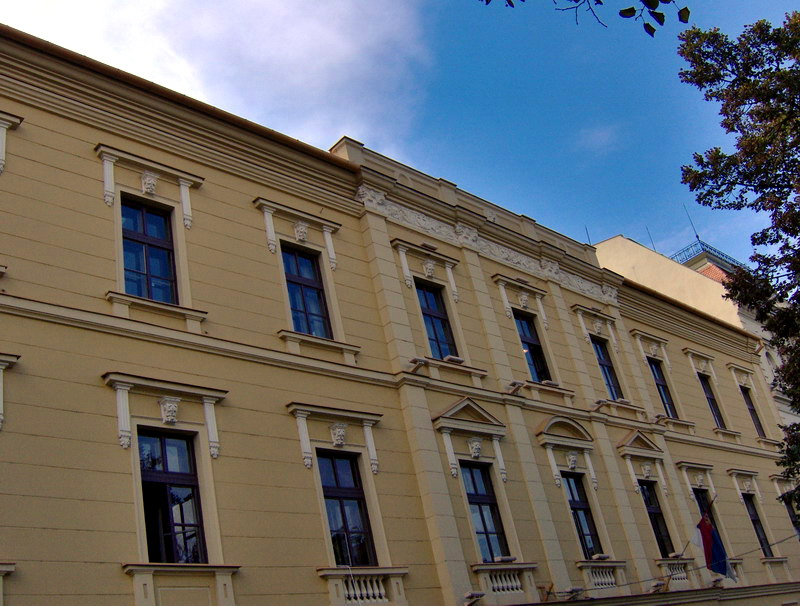
Le théâtre national Toša Jovanović

## Sport
Zrenjanin possède un club de football, le FK Banat Zrenjanin.

## Éducation
- Faculté technique Mihajlo Pupin

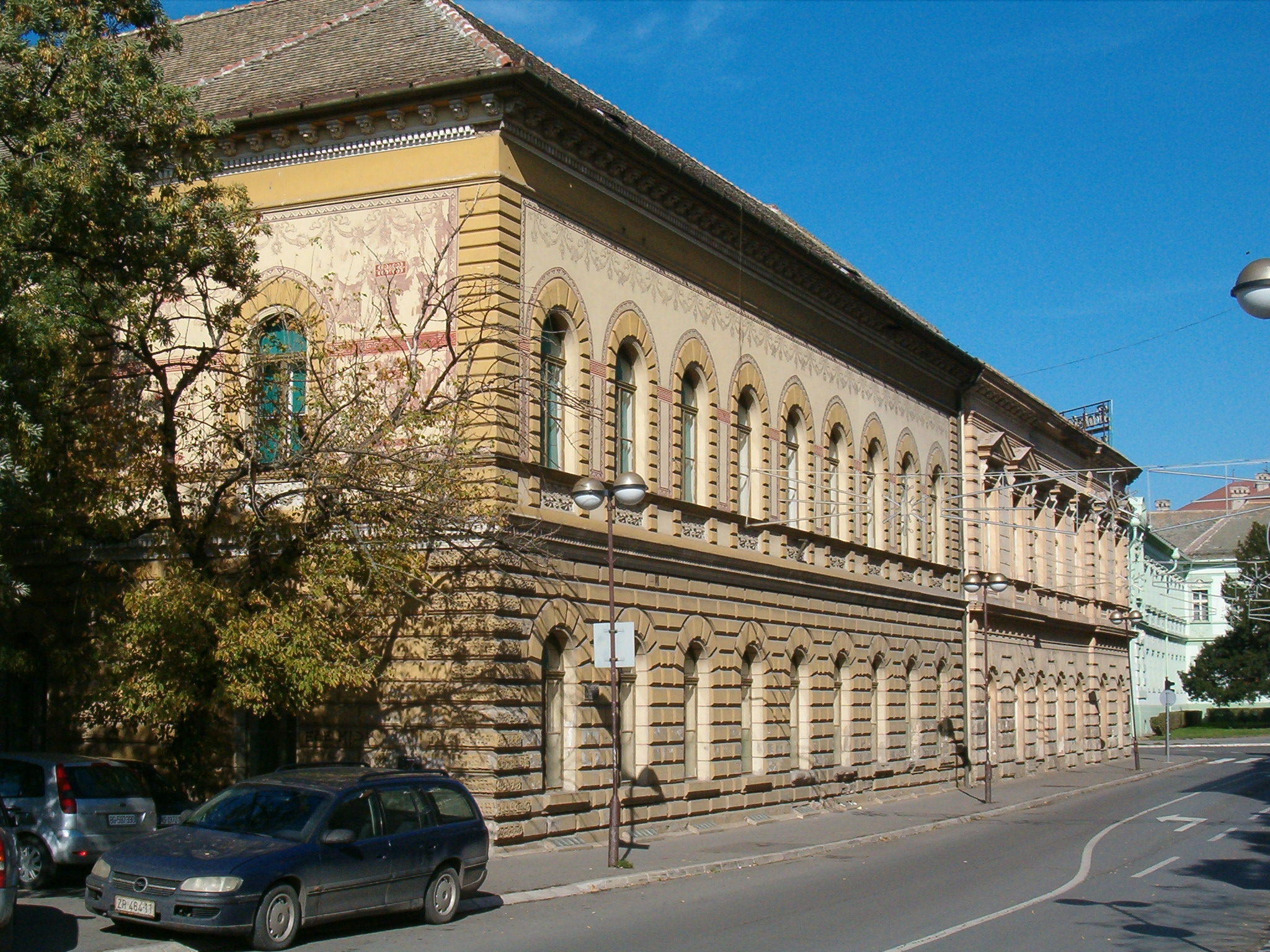
L'ancienne académie de commerce de Zrenjanin

## Économie
La région de Zrenjanin est principalement agricole. On y produit notamment du maïs, du blé, de la betterave sucrière et du soja ; les cultures maraîchères y sont également représentées (carottes, poivrons, tomates, petits pois, concombres, oignons, ail etc.) ; on y produit également des plantes médicinales ou aromatiques et des fleurs. L'élevage tient une place importante dans l'économie de la région ; on y élève essentiellement des porcs et des bovins ; le plus grand producteur de volailles est la société Agroživ, qui a son siège à Pančevo. La région possède également de nombreuses fermes piscicoles, parmi lesquelles on peut citer celle d'Ečka, qui produit principalement des carpes et des œufs de carpes.
Parmi les entreprises installées à Zrenjanin, on peut citer la société Dijamant. Spécialisée dans le domaine de l'agroalimentaire, elle produit principalement des huiles, des graisses végétales et des margarines,. La société Radijator fabrique des radiateurs et des chaudières, ; la société Jugoremedija Zrenjanin, créée en 1961, travaille dans le secteur de l'industrie pharmaceutique. Ces deux dernières entreprises entrent dans la composition du BELEXline, l'un des indices principaux de la Bourse de Belgrade.
Parmi les grandes sociétés locales figure également Mlekoprodukt, créée en 1947 et qui, en 2004, est devenue une filiale du groupe français Bongrain ; cette société est spécialisée dans la transformation laitière et plus spécialement la fabrication de fromages pour les marchés de l'ex-Yougoslavie.

## Médias
La ville comprend deux télévisions locales de statut privé : Santos et KTV, qui émettent sur l'ensemble du Banat.
L'organe de radiodiffusion serbe (RTS) dispose d'une antenne à Zrenjanin.
Radio Zrenjanin couvre l'ensemble du Banat, et diffuse des programmes en langue serbe, mais aussi hongroise et slovaque. De façon sporadique, et selon les attributions de fréquences par l'État, de petites radios privées apparaissent parfois.
La ville dispose également d'un journal ; Zrenjaninski Novesti.

## Transports
- Route nationale 7 (Serbie)

## Personnalités
- Konstantin Danil, un peintre serbe d'origine roumaine
- Đura Jakšić,un peintre serbe qui a étudié avec Danil
- Todor Manojlović, un écrivain serbe
- Dejan Bodiroga, un joueur de basket-ball serbe
- Vladimir Grbić, un joueur de volley-ball né à Zrenjanin, a vécu à Klek
- Nikola Grbić, un joueur de volley-ball né à Zrenjanin, a vécu à Klek
- Dejan Govedarica, un joueur de football serbe
- Bojan Kostreš, président de l'Assemblée de la province de Voïvodine
- Vladimir Ivić, un joueur de football serbe
- Zvonimir Vukić, un joueur de football serbe
- Žarko Čabarkapa, un joueur de basket-ball monténégrin
- Vilmos Lázár, un général hongrois
- Emil Petrovics, un compositeur hongrois d'origine yougoslave
- Zorica Novaković, un poète serbe
- Dezső Antalffy-Zsiross, organiste et compositeur hongrois
- Bogoljub Stanković (né en 1924), mathématicien et académicien ; né à Botoš
- Tibor Várady (né en 1939), juriste, écrivain, académicien
- Saša Milivojev (né en 1986), écrivain, poète, journaliste et analyste politique

## Coopération internationale
Zrenjanin a signé des accords de partenariat avec les villes suivantes :
- Békéscsaba (Hongrie)
- Arad (Roumanie)
- Timişoara (Roumanie)